# Ronde van Frankrijk 2021/Zestiende etappe
De zestiende etappe van de Ronde van Frankrijk 2021 werd verreden op 13 juli met start in El Pas de la Casa en finish in Saint-Gaudens.

## Verloop
Kasper Asgreen, Mattia Cattaneo en Michał Kwiatkowski reden op de Col de Port, vooruit, maar werden in de afdaling weer gegrepen. Door hard rijden van Team BikeExchange, rijdend voor Michael Matthews, die Mark Cavendish voor de tussensprint wilde lossen, viel het peloton in stukken. Bij die tussensprint reden echter Christopher Juul-Jensen, Fabien Doubey en Jan Bakelants ruim vooruit, voor Matthews en Sonny Colbrelli. Rond deze sprinters vormde zich een tweede groep van ongeveer elf man, terwijl achter hen het peloton weer bij elkaar kwam.
In de beklimming van de Col de la Core groeide de voorsprong van het trio op het peloton naar meer dan 4 minuten. Patrick Konrad ontsnapte uit de achtervolgende groep en reed naar de koplopers toe. Jensen verloor de aansluiting met de andere koplopers, terwijl David Gaudu het verschil met de tweede groep van 45 naar 15 seconden verkleinde. De achterstand van het peloton was inmiddels gegroeid tot 7 minuten.
In de afdaling nam de voorsprong van de kopgroep op de achtervolgers weer iets toe. In de volgende klim, de Col de Portet-d'Aspet, reed Konrad bij de andere twee koplopers weg, die door de achtervolgers werden ingerekend. Gaudu versnelde opnieuw, en kreeg enkel Colbrelli mee, nadat Franck Bonnamour als laatste moest passen.
In het laatste, iets vlakkere stuk naar de finish werden Gaudu en Colbrelli bijgehaald door een groep van zeven achtervolgers. In de laatste kilometers ontsnapte Pierre-Luc Périchon uit de achtervolgende groep. Hij bleef weg tot vlak voor de finish, maar werd op de streep nog ingehaald door de sprintende Colbrelli en Matthews.
In het peloton werd de hele dag rustig aan gedaan, maar op een laatste klimmetje van de vierde categorie ging Guillaume Martin in de aanval; Wout van Aert nam de aanval over en ging snel door naar de finish met in zijn wiel de top elf van het klassement. Ze kwamen binnen op bijna 14 minuten van Konrad met bijna een minuut op de rest van het peloton.

## Uitslag
| El Pas de la Casa – Saint-Gaudens (169,0 km) |                     |                                    |          |
| Plaats                                       | Naam                | Ploeg                              | Tijd     |
| 1                                            | Patrick Konrad      | Bora-Hansgrohe                     | 4u01'59" |
| 2                                            | Sonny Colbrelli     | Bahrain Victorious                 | + 42"    |
| 3                                            | Michael Matthews    | Team BikeExchange                  | z.t.     |
| 4                                            | Pierre-Luc Périchon | Cofidis                            | z.t.     |
| 5                                            | Franck Bonnamour    | B&B Hotels p/b KTM                 | z.t.     |
| 6                                            | Alex Aranburu       | Astana-Premier Tech                | z.t.     |
| 7                                            | Toms Skujiņš        | Trek-Segafredo                     | + 45"    |
| 8                                            | Jan Bakelants       | Intermarché-Wanty-Gobert Matériaux | z.t.     |
| 9                                            | David Gaudu         | Groupama-FDJ                       | + 47"    |
| 10                                           | Lorenzo Rota        | Intermarché-Wanty-Gobert Matériaux | + 1'03"  |
|                                              |                     |                                    |          |
| 18                                           | Wilco Kelderman     | Bora-Hansgrohe                     | + 13'49" |

| Algemeen klassement |                   |                     |           |
| Plaats              | Naam              | Ploeg               | Tijd      |
| Gele trui           | Tadej Pogačar     | UAE Team Emirates   | 66u23'06" |
| 2                   | Rigoberto Urán    | EF Education-Nippo  | + 5'18"   |
| 3                   | Jonas Vingegaard  | Team Jumbo-Visma    | + 5'32"   |
| 4                   | Richard Carapaz   | INEOS Grenadiers    | + 5'33"   |
| 5                   | Ben O'Connor      | AG2R-Citroën        | + 5'58"   |
| 6                   | Wilco Kelderman   | BORA-hansgrohe      | + 6'16"   |
| 7                   | Aleksej Loetsenko | Astana-Premier Tech | + 7'01"   |
| 8                   | Enric Mas         | Movistar Team       | + 7'11"   |
| 9                   | Guillaume Martin  | Cofidis             | + 8'02"   |
| 10                  | Peio Bilbao       | Bahrain-Victorious  | + 10'59"  |
|                     |                   |                     |           |
| 16                  | Wout van Aert     | Team Jumbo-Visma    | + 32'16"  |

## Nevenklassementen
| Puntenklassement |                  |                       |        |
| Plaats           | Naam             | Ploeg                 | Punten |
| Groene trui      | Mark Cavendish   | Deceuninck–Quick-Step | 279    |
| 2                | Michael Matthews | Team BikeExchange     | 242    |
| 3                | Sonny Colbrelli  | Bahrain-Victorious    | 195    |

| Bergklassement |                |                        |        |
| Plaats         | Naam           | Ploeg                  | Punten |
| Bolletjestrui  | Wout Poels     | Bahrain-Victorious     | 74     |
| 2              | Michael Woods  | Israel Start-Up Nation | 66     |
| 3              | Nairo Quintana | Arkéa-Samsic           | 64     |

| Jongerenklassement |                  |                   |           |
| Plaats             | Naam             | Ploeg             | Tijd      |
| Witte trui         | Tadej Pogačar    | UAE Team Emirates | 66u23'06" |
| 2                  | Jonas Vingegaard | Team Jumbo-Visma  | + 5'32"   |
| 3                  | David Gaudu      | Groupama-FDJ      | + 14'13"  |

| Ploegenklassement |                    |            |
| Plaats            | Ploeg              | Tijd       |
|                   | Bahrain-Victorious | 199u35'14" |
| 2                 | EF Education-Nippo | + 35'42"   |
| 3                 | AG2R-Citroën       | + 50'26"   |
| 4                 | Trek-Segafredo     | + 51'16"   |
| 5                 | Team Jumbo-Visma   | + 55'45"   |

## Opgaves
- Amund Grøndahl Jansen (Team BikeExchange): Niet gestart
- Vincenzo Nibali (Trek-Segafredo): Start niet om zich voor te bereiden op de Olympische wegwedstrijd

1e etappe ·
2e etappe ·
3e etappe ·
4e etappe ·
5e etappe ·
6e etappe ·
7e etappe ·
8e etappe ·
9e etappe ·
10e etappe ·
11e etappe ·
12e etappe ·
13e etappe ·
14e etappe ·
15e etappe ·
16e etappe ·
17e etappe ·
18e etappe ·
19e etappe ·
20e etappe ·
21e etappe
Startlijst · Eindstanden · Afbeeldingen